# SwissCube

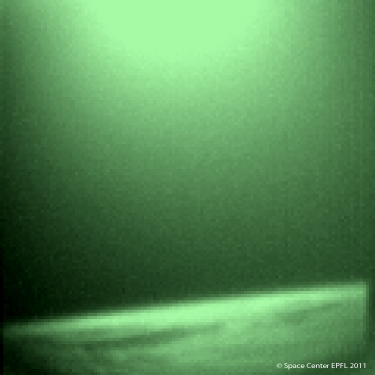
SwissCubes erste Aufnahme des Airglows der Erde

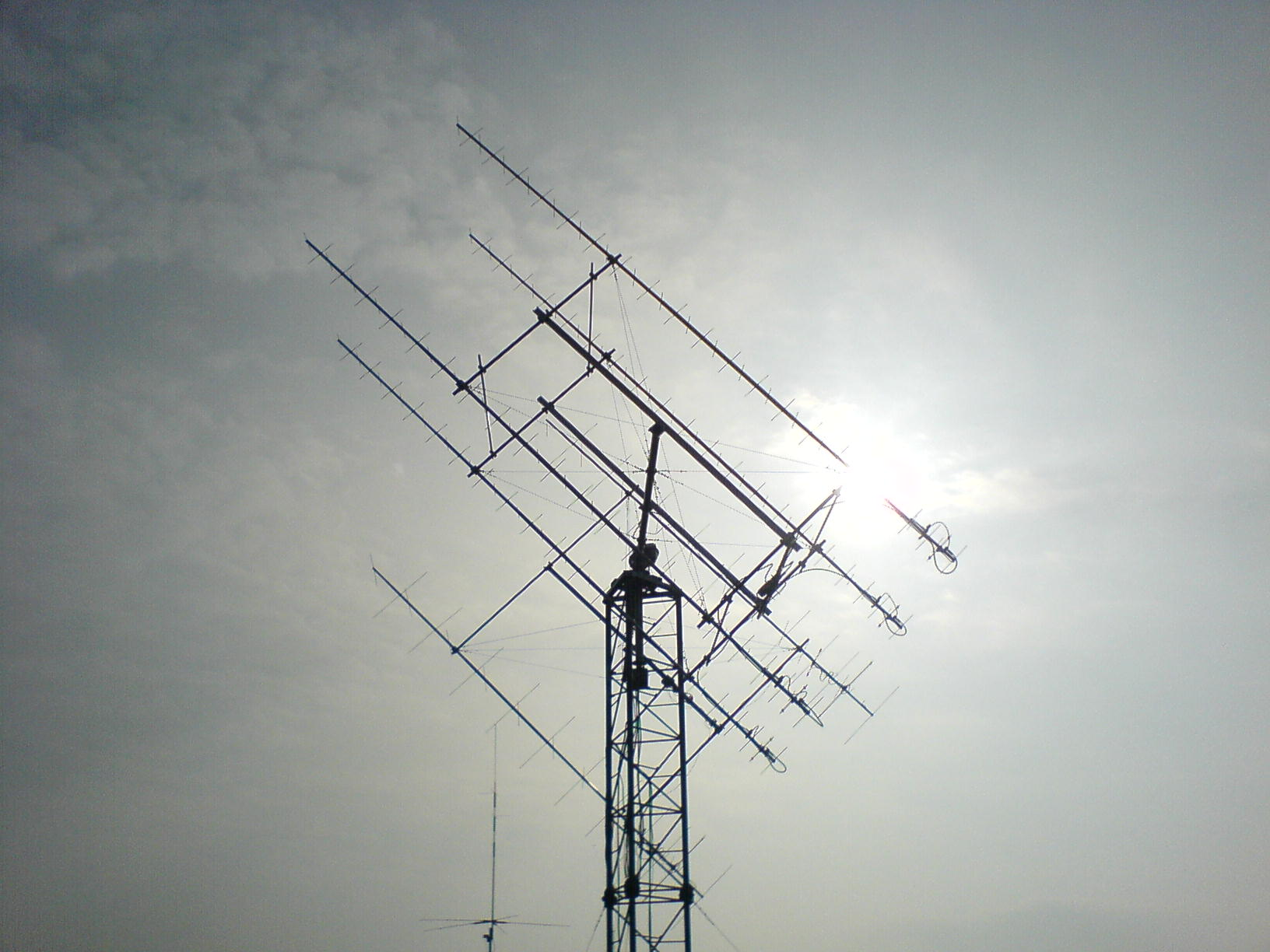
Bodenstation der ETH Lausanne

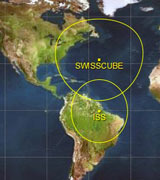
Sichtbarkeitsbereich des SwissCube verglichen mit der ISS

SwissCube ist der erste Schweizer Satellit. Der Satellit wurde von 2006 bis 2007 in einem Gemeinschaftsprojekt verschiedener Schweizer Hochschulen nach dem Cubesat-Standard entwickelt und komplett in der Schweiz gebaut.
Der Satellit wurde am 23. September 2009 von der indischen Raketenbasis Sriharikota ins All geschossen. Er befindet sich auf einer Umlaufbahn die zwischen 704 und 715 km Höhe verläuft und eine Neigung von 98,4° hat. Der nur 820 Gramm schwere, würfelförmige Satellit mit 10 cm Kantenlänge soll unter anderem das noch wenig erforschte Phänomen des Nachthimmelsleuchtens in rund 100 Kilometern Höhe, den sogenannten Airglow, erkunden.

## Missionsziele

### Primärmission
Als oberstes Ziel steht das Etablieren eines in der Schweiz hergestellten Kommunikationssystems mit Satellit und Bodenstation. Alle dazu notwendigen Systeme sind redundant ausgelegt. Nach dem erfolgreichen Eintritt in den Orbit nahm der Satellit die Kommunikation mit den Bodenstationen in Lausanne und Fribourg auf. Diese Sende-Empfangsanlagen werden in Zusammenarbeit mit den Funkamateuren des Waadtlands betrieben. Der erste SwissCube sendet unter dem Amateurfunkrufzeichen HB9EG auf einer Frequenz von 437,505 MHz im 70-Zentimeter-Band.

### Sekundärmission
Zusätzlich ist als Forschungsmission eine Untersuchung zum Phänomen des Airglow-Effekts durchgeführt worden, dessen Eigenschaften noch wenig bekannt sind. Dazu beobachtet eine spezielle Kamera im Infrarotbereich das Phänomen.

## Start
Es wurden drei identische Exemplare gebaut:
- Das erste wurde am 23. September 2009 mit einer indischen PSLV C14 ins All gebracht.[4]
- Das zweite sollte mit einer Vega-Mission der ESA in den Orbit gebracht werden, was mangels Sponsoring jedoch nicht gelang.[5]
- Das dritte wird zu Testzwecken verwendet.

## Universitäre Zusammenarbeit
Im Rahmen des SwissCube erfolgte eine Zusammenarbeit verschiedener Hochschulen aus den deutsch- und französischsprachigen Teilen der Schweiz:
- École polytechnique fédérale de Lausanne (EPFL)
- Haute Ecole d'ingenerie et de gestion du canton de vaud
- Universität Neuenburg
- Haute Ecole spécialisée de Suisse occidentale (Siders)
- Haute Ecole ARC Ingénierie (Saint-Imier)
- Ecole d’Ingénieurs et d’Architectes de Fribourg
- Fachhochschule Nordwestschweiz (Windisch)

Diese kamen für die Entwicklungskosten von umgerechnet etwa 235.000 Euro selbst auf.